# 美佳新材
安徽美佳新材料股份有限公司（新三板：831053，简称：美佳新材），是一家在中国新三板挂牌的上市公司，主要从事粉末涂料及环氧树脂系列产品的生产和销售。
公司成立于2000年，2008年获批为国家高新技术企业，2014年8月20在新三板挂牌上市，是中国首家粉末涂料上市企业。
2018年5月，公司环氧树脂反应釜发生爆炸事故，造成多人受伤。
2018年，公司实现营业收入 8.07亿元，同比增长21.91%；实现净利润3633万元，同比增长9.26%。